# Walter Lorenzo Marr
Walter Lorenzo Marr (14 de agosto de 1865 - 11 de diciembre de 1941) fue un ingeniero automotriz estadounidense, que trabajó con David Dunbar Buick perfeccionando los primeros automóviles fabricados en serie por Buick. Fue el primer ingeniero jefe de Buick Motor Company desde 1904 hasta 1918, permaneciendo como ingeniero consultor hasta 1923. También fue el fundador de Marr Auto Car Company en 1903, empresa que produjo el Marr Auto Car, uno de los primeros automóviles del mundo con un motor de árbol de levas en cabeza (OHC). 

## Semblanza
Posiblemente, el logro más importante de Marr fue construir uno de los primeros motores de válvulas en cabeza (OHV) en 1898, cuando fabricó un triciclo que pesaba 118 libras (53,5 kg) y cuyo motor monocilíndrico tenía un diámetro y una carrera de 3 plg (7,6 cm). Llevó el concepto del motor de válvulas en cabeza a Buick en 1901, donde el invento (aplicado en 1902) fue patentado por el ingeniero jefe de Buick, Eugene Richard, en 1904.
Marr también construyó en 1915 un prototipo de autociclo en tándem, con el pasajero sentado detrás del conductor. Este vehículo nunca llegó a la fase de producción, pero el prototipo original todavía se conserva.
Sus documentos están archivados en la Universidad Kettering.
Poseía una cabaña en Signal Mountain (Tennessee), donde también construyó una casa grande para retirarse.